# Mexobisium pecki
Espèce
Mexobisium pecki est une espèce de pseudoscorpions de la famille des Bochicidae.

## Distribution
Cette espèce est endémique d'Oaxaca au Mexique. Elle se rencontre vers San Juan Bautista Valle Nacional.

## Description
Mexobisium pecki mesure de 1,66 à 1,84 mm.

## Étymologie
Cette espèce est nommée en l'honneur de Stewart B. Peck.

## Publication originale
- Muchmore, 1973 : The pseudoscorpion genus Mexobisium in Middle America (Arachnida, Pseudoscorpiones). Bulletin of the Association for Mexican Cave Studies, no 5, p. 63-72 (texte intégral).